# Hakea tephrosperma
Hakea tephrosperma är en tvåhjärtbladig växtart som beskrevs av Robert Brown. Hakea tephrosperma ingår i släktet Hakea och familjen Proteaceae. Inga underarter finns listade i Catalogue of Life.